# Ставицький Борис Петрович
Бори́с Петро́вич Стави́цький (26 квітня 1927, Харків, Українська РСР — 6 липня 2003, Київ, Україна) — український радянський актор, педагог, професор. Заслужений артист УРСР (1960).

## Життєпис
В 1944—1948 роках — студент Харківського театрального інституту. Навчався у О. Сердюка.
У 1948—1950 роках — артист Закарпатського обласного українського музично-драматичного театру в Ужгороді.
У 1950—1961 роках служив у Харківському академічному театрі ім. Шевченка.
У 1961—1965 роках — в російському драмтеатрі ім. А. С. Грибоєдова в Тбілісі.
У 1965—1970 роках — у Київському театрі російської драми ім. Лесі Українки.
З 1970 року Борис Ставицький більше 20 років грав на сцені Київського академічного драматичного театру ім. Івана Франка (1970—1990).
Похований на Південному кладовищі Києва.

## Педагогічна діяльність
Одночасно з роботою на театральній сцені Ставицький у 1953—1957 роках викладав у Харківському театральному інституті, в школі-студії при театрі ім. Шевченка (1958—1960) і близько 40 років з 1967 по 2003 рік — у київському державному інституті театрального мистецтва ім. В. Карпенка-Карого (нині Київський національний університет театру, кіно і телебачення.
З 1976 року Ставицький — доцент, а з 1991 року — професор кафедри акторської майстерності та режисури драми.
За час роботи в Київському інституті театрального мистецтва професором Борисом Ставицьким було випущено 6 акторських курсів, понад 100 акторів українського театру і телебачення, серед них його учні — народні артисти України Петро Бенюк, Ярослав Гаврилюк і Е. Федорченко, актор і режисер Григорій Гладій, заслужений артист України Станіслав Боклан, Олександр Матешко, Віктор Андрієнко, актор Сергій Губерначук, художній керівник київського драматичного театру «Браво» Любов Титаренко та багато інших артистів театру і кіно.
У творчому доробку поета Сергія Губерначука є вірші-присвята своєму театральному педагогові Борису Ставицькому.

## Фільмографія
- 1954 — «Лимерівна» (фільм-спектакль) — Василь — головна роль
- 1957 — «Любов на світанку» (фільм-спектакль)
- 1972 — «Схованка біля Червоних каменів» — Ібрагім
- 1974 — «Кассандра» (фільм-спектакль) — Гелен
- 1977 — «Талант» (телесеріал) — Нікітін-батько — парторг заводу «Задніпровець» (3-я серія)
- 1981 — «Ярослав Мудрий» — боярин Коснятин